# Порт Нью-Йорка и Нью-Джерси

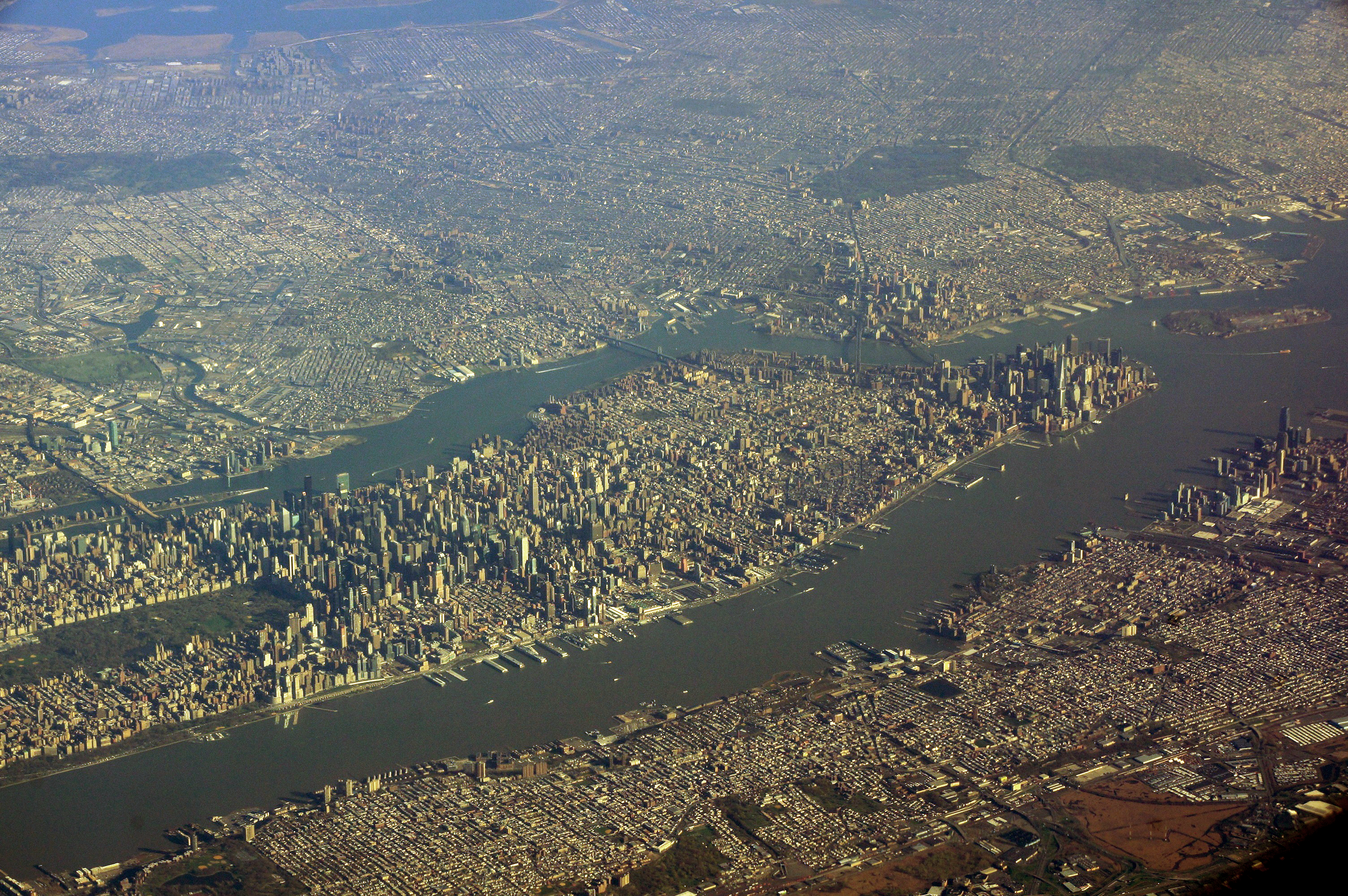
Аэрофотоснимок портового округа

Порт Нью-Йорка и Нью-Джерси — портовый округ в пределах Нью-Йорка и Ньюарка, один из крупнейших в мире. Округ расположен в радиусе около 40 км вокруг Статуи Свободы. В округ входит система судоходных водных путей эстуария в пределах Нью-Йорка и северо-запада штата Нью-Джерси с береговой линией протяжённостью около 1050 км.
Будучи одной из самых больших природных гаваней в мире, портовый округ занимает третье место по отгружаемому тоннажу в США и является одним из самых загруженных на Восточном побережье. По количеству отгрузок округ занимает второе место в США. В 2010 году через гавань прошло 4811 судов, которые перевезли 32,2 миллиона метрических тонн грузов совокупной стоимостью 175 млрд $. В 2011 году совокупная стоимость грузов, провезённых через гавань, составила уже 208 млрд $. В год через портовый округ проходит приблизительно 3 200 000 TEU-контейнеров и 700 000 автомобилей. Портовый округ занимает первое место в стране по количеству осуществляемых международных и грузовых авиаперелётов. В округе имеется две зоны внешней торговли (foreign trade zone, FTZ). FTZ 1 была основана в 1937 году и является первой в стране. Она расположена в штате Нью-Йорк. Другая, FTZ 49, расположена в Нью-Джерси.